# 魔女の結婚
『魔女の結婚』（まじょのけっこん）は谷瑞恵のライトノベルシリーズ。集英社コバルト文庫刊行。イラストは蓮見桃衣。

## あらすじ
エレインは、巫女姫でありながら「運命の人」との結婚を夢見る少女。しかし、村はローマ人に滅ぼされ、彼女もまた自ら命を絶った。…はずが、千五百年もの長きにわたり眠りの末に、魔術師・マティアスの手で起こされて…。

## 登場人物
エレイン
主人公。1500年の時を経て目覚めた古代の巫女姫。卵色の髪とはしばみ色の瞳を持つ。結婚願望が強く、目覚めた時代で今度こそ運命の人を探そうとやっきになっている。自分を目覚めさせたマティアスの弟子になるが、その冷たい態度にいつも文句を言っている。魂に≪流星車輪≫が宿っている。
マティアス・ヌイン
青年魔術師。冷淡でクールで口癖が悪く、黒魔術も扱うため、恐れられている。偶然エレインの目を覚ましたため、彼女につきまとわれるハメになり、ともに各地を旅しているうちに、エレインの内に眠る魔力≪流星車輪≫の使い手となる。
ミシェル
エレインが古代で親友だった女戦士の生まれ変わりの少年。エレインに好意を寄せている。魔物を切る剣を持っている。
ステファン
貴族の子息で礼儀正しく優しい少年。人里離れた城で暮らしていたが、エレインを追いかけて町に出てきた。
アート
吟遊詩人。音や歌を魔術に使うが、腕はたいしたことなく、達者な口の方が武器。マティアスとは古くからの知り合い。
ダイル
かつて≪流星車輪≫の使い手のしるしを持っていた魔術師。自分と同じように過去から来たエレインに執着している。
フリードリヒ
魔女狩りに心血を注ぐ組織・ヨセフ騎士修道会の総長。エレインの≪流星車輪≫の力を手に入れるため、いろいろ画策している。

## 既刊一覧
- 谷瑞恵（著） / 蓮見桃衣（イラスト）、集英社〈コバルト文庫〉、全14巻
  - 『魔女の結婚』2001年4月10日第1刷発行（4月3日発売[1]）、ISBN 4-08-614843-9
  - 『魔女の結婚 運命は祝祭とともに』2001年9月10日第1刷発行（8月31日発売[2]）、ISBN 4-08-600011-3
  - 『魔女の結婚 聖なる夢魔の郷』2001年12月10日第1刷発行（11月30日発売[3]）、ISBN 4-08-600047-4
  - 『魔女の結婚 さまよえる水は竜の砦』2002年3月10日第1刷発行（3月1日発売[4]）、ISBN 4-08-600085-7
  - 『魔女の結婚 月蝕は時に満ちて』2002年7月10日第1刷発行（7月1日発売[5]）、ISBN 4-08-600138-1
  - 『魔女の結婚 永遠の夢見る園へ』2002年11月10日第1刷発行（11月1日発売[6]）、ISBN 4-08-600184-5
  - 『魔女の結婚 終わらない恋の輪舞』2003年2月10日第1刷発行（1月31日発売[7]）、ISBN 4-08-600223-X（短編集）
  - 『魔女の結婚 熱き血の宝石』2003年3月10日第1刷発行（2月28日発売[8]）、ISBN 4-08-600232-9
  - 『魔女の結婚 星降る詩はめぐる』2003年6月10日第1刷発行（6月3日発売[9]）、ISBN 4-08-600272-8
  - 『魔女の結婚 哀しき鏡像の天使』2003年9月10日第1刷発行（9月3日発売[10]）、ISBN 4-08-600312-0
  - 『魔女の結婚 女神の島よ眠れ』2003年12月10日第1刷発行（11月28日発売[11]）、ISBN 4-08-600353-8
  - 『魔女の結婚 乙女は一角獣の宮に』2004年6月10日第1刷発行（6月3日発売[12]）、ISBN 4-08-600430-5
  - 『魔女の結婚 アヴァロンの陽はいつまでも』2004年12月10日第1刷発行（11月30日発売[13]）、ISBN 4-08-600516-6
  - 『魔女の結婚 虹は幸せのために』2005年2月10日第1刷発行（2月1日発売[14]）、ISBN 4-08-600551-4（短編集）